# Red Ketchup
Red Ketchup est un personnage fictif de la bande dessinée québécoise, créé en 1982 par Réal Godbout et Pierre Fournier. Une série d’animation basée sur Red Ketchup — réalisée par Martin Villeneuve et produite par Sphère Animation — est diffusée en 2023 sur Télétoon la nuit en français et sur Adult Swim en anglais,,

## Historique
À l’origine, Red Ketchup est apparu en 1982 en tant que personnage secondaire dans la série Michel Risque, publiée dans le magazine d’humour Croc et en albums dans la collection « Croc albums » des éditions Logiques. Devant la réaction positive des lecteurs, les auteurs ont profité du lancement du magazine de bande dessinée Titanic en 1983 pour lancer l’agent Red Ketchup dans ses propres aventures. Depuis, il est devenu un personnage culte de la bande dessinée québécoise.
À l’arrêt de publication de Titanic en 1984, Red Ketchup est retourné à Croc afin de poursuivre en solo ses délirantes aventures, au détriment de la série Michel Risque. De 1988 à 1994, trois albums des aventures Red Ketchup sont parus dans la collection « Croc albums » au Québec. En France, c’est la maison d’édition Dargaud qui s’occupe de sa publication.
Après l’arrêt de Croc, Red Ketchup est très brièvement apparu dans le magazine Safarir en 1996 avec une aventure de quatre planches, « Gelé Red », mais l’expérience, jugée peu concluante, a été rapidement abandonnée.
À l’automne 2007, les Éditions de la Pastèque ont entrepris de rééditer la série, y compris les aventures non publiées, à raison d’un album par année,,,. Dix tomes sont parus à ce jour. Le tome 9, Élixir X, aventure laissée inachevée à la planche 16 lors de la disparition du magazine Croc en 1995, fut complété puis finalement publié dans son intégralité le 19 octobre 2017. Un 10e album, intitulé L’Agent Orange : Suivi de Les extras de Red Ketchup et signé par Réal Godbout et son fils Robin Bourget-Godbout, fut publié le 24 octobre 2024,.

## Le personnage
Steve "Red" Ketchup est un agent du FBI qui découvre la cocaïne au cours d’une enquête où il poursuit Raul Escobar, un important trafiquant de drogues. Il deviendra vite poly-toxicomane, et l’abus de substances nocives le rendra presque invulnérable, violent au point de devenir un danger pour la société et un casse-tête pour ses propres patrons. Le héros albinos, toujours vêtu d’un costume bleu poudre et de lunettes fumées, a été vaguement inspiré par Jack Lord (Hawaii 5-0) et Michael Murphy (Brewster McCloud). Ayant aussi le même gabarit qu’Arnold Schwarzenegger ou Sylvester Stallone, Ketchup est un vétéran de la guerre du Viêt Nam.
Le vrai nom de Red Ketchup est Steve Kecziupelski, et ses parents sont d'origine polonaise. Son quartier d'enfance, vu dans les flashbacks, est situé à Hamtramck, une ville du comté de Wayne dans l'État du Michigan, près de Détroit et de Highland Park. Cependant, Ketchup est né accidentellement de l'autre côté de la frontière, à Windsor, en Ontario,,.

## Albums
1. La vie en rouge, tome 1, La Pastèque (2007)[20],[21],[22],[23]
2. Kamarade Ultra, Logiques, coll. « Croc Albums » (1988) / réédition, tome 2, La Pastèque (2008)[24]
3. Red Ketchup contre Red Ketchup, Logiques, coll. « Croc Albums » (1992) / réédition, tome 3, La Pastèque (2009)[25],[26]
4. Red Ketchup s’est échappé !, Logiques, coll. « Croc Albums » (1994) / réédition, tome 4, La Pastèque (2010)[27]
5. Le couteau Aztèque, tome 5, La Pastèque (2012)[28],[29],[30]
6. L’oiseau aux sept surfaces, tome 6, La Pastèque (2013)[31],[32]
7. Échec au King, tome 7, La Pastèque (2015)[33],[34]
8. Red Ketchup en Enfer, tome 8, La Pastèque (2016)[35],[36],[37]
9. Élixir X, tome 9, La Pastèque (2017)[38],[39]
10. L’agent orange suivi de Les extras de Red Ketchup, Tome 10, La Pastèque (2024)[14],[40]

- Red Ketchup Intégrale, vol. I, La Pastèque (2012)[41],[42],[43],[44]
- Red Ketchup Intégrale, vol. II, La Pastèque (2015)[45],[46],[47]
- Red Ketchup Intégrale, vol. III, La Pastèque (2019)[48],[49],[50]

### Éditeurs
Les éditions Logiques ont édité les trois premières aventures longues (dorénavant tomes 2, 3 et 4) dans la collection « Croc Albums ». Pour l’Europe, Dargaud a réédité le tome 2 en 1991, et édité les tomes 3 (1992) et 4 (1994).
La maison d’édition québécoise La Pastèque a publié en 2007 La vie en rouge, une compilation de premières courtes aventures non publiées en album : Je suis une balle perdue, La vie en rouge et Mourir à Dallas, parues dans le magazine Titanic, en 1983-84, et La première vie de Red Ketchup, publiée dans le magazine Croc, en 1986. Elle a réédité les tomes 2, 3 et 4, en 2008, 2009 et 2010, pour ensuite se lancer dans la publication des cinq autres aventures inédites.

## Série animée
La série d’animation autour du personnage de Red Ketchup, qui compte 20 épisodes de 30 minutes, est réalisée par Martin Villeneuve et produite par Jacques Bilodeau chez Sphère Animation,,,,. Benoît Brière, France Castel, Gabriel Lessard, Alain Zouvi, Widemir Normil, Émilie Bibeau, Martin Villeneuve, Leo Mattei et Benoît Rousseau prêtent leur voix aux personnages de cette série diffusée sur Télétoon la nuit en français, et sur Adult Swim en anglais depuis avril 2023,,,,,.

### Casting
Le comédien Michael Kash prête sa voix à Red Ketchup en anglais, tandis que Benoît Brière incarne le personnage dans la version française de la série. Brière, figure populaire de la télévision au Québec, surtout connu pour des rôles comiques, transforme complètement sa voix pour devenir le personnage. Lorsqu'il a auditionné pour le rôle, personne de l'équipe de production n'a reconnu sa voix,,.
Peter Plywood, le partenaire de Red Ketchup sur le terrain, est vaguement inspiré du personnage de Maxwell Smart dans Get Smart. Né d’un père canadien et d’une mère japonaise, Peter Gotoh Plywood a grandi au Canada. Plywood est doublé par Kintaro Akiyama en anglais et par Gabriel Lessard en français,,.
France Castel, qui prête sa voix à Sally Ketchup en français, a exactement la même voix que Jana Peck qui interprète le personnage en anglais. Les deux actrices ont affirmé lors de leur audition qu'elles étaient nées pour jouer le rôle de Sally, ce qui se ressent dans leur performance. Sally, la sœur de Red, une ultra-féministe au sarcasme acéré et au vocabulaire coloré, est comme une fusion entre Janis Joplin et le personnage de Maude joué par Julianne Moore dans The Big Lebowski,,.
Dans la version française de l'émission, le réalisateur Martin Villeneuve prête sa voix au personnage de Bill Bélisle, un journaliste et ancien amant de Sally Ketchup. Villeneuve, qui interprète Imelda dans Les 12 travaux d'Imelda, a auditionné pour le rôle. En anglais, Bill Bélisle est interprété par le vétéran du doublage John Stocker,,.
L'ennemi juré de Red Ketchup, le Dr K, est à la fois un méchant à la James Bond, un vieil homme inquiétant et une version du "Professeur" de Futurama. Le nom complet du Dr K est Otto Künt. C'est un scientifique malveillant qui conclut des accords avec des ennemis internationaux pour financer ses expériences douteuses. Il est surtout connu pour créer des répliques de Red Ketchup qu'il utilise pour former une mini-armée, ainsi qu'une formule pour agrandir les humains en géants meurtriers. Mais surtout, K recherche l'immortalité. L'amoureuse de K, Pandora, depuis longtemps décédée, prend la forme d'une poupée gonflable qu'il croit sincèrement être vivante et à qui il parle comme à sa femme. K est doublé par Benedict Campbell en anglais et par Alain Zouvi en français,,.
Dans la version anglaise de cette série animée, la voix derrière la Russe Olga Dynamo, pendant féminin de Red, est Nicole Bauman, qui travaille également en tant que responsable de production chez Sphère Animation. En français, la comédienne Émilie Bibeau prête sa voix à Olga,,.

### Historique de l'adaptation
Après de nombreuses tentatives d'adapter Red Ketchup à d'autres médias, la bande dessinée culte québécoise reçoit enfin une adaptation animée en 2023, débutant en français sur Télétoon la nuit et en anglais sur Adult Swim (Canada). Le co-créateur de Red Ketchup, Réal Godbout, a travaillé aux côtés du réalisateur Martin Villeneuve (Mars et Avril, Les 12 travaux d'Imelda), et du producteur de Sphère Animation, Jacques Bilodeau, sur les 20 épisodes,,.
L'autre co-créateur de Red Ketchup, Pierre Fournier, décédé le 12 novembre 2022 à l'âge de soixante-douze ans, a travaillé sur le développement du projet en assistant aux premières réunions d'écriture avec Martin Villeneuve et Réal Godbout, et en approuvant les orientations de base de la série,,.
Malgré le cadre américain – Red Ketchup étant une réponse aux films d'action américains des années 1980 – la version d'Adult Swim Canada est la première adaptation en anglais de Red Ketchup. C'est également la première adaptation réussie dans l'ensemble après de nombreux projets avortés, y compris une version de long métrage en prises de vue réelles qui a ouvert la voie à la série animée,,.
La série animée suit grosso modo l'histoire des bandes dessinées en situant l'action en 1986, et en utilisant initialement la Guerre froide comme toile de fond. Reflétant les nombreux changements de genre de la bande dessinée, qui voit le personnage de Red Ketchup traiter de théories du complot, de voyages dans le temps et d'un séjour en enfer, cette émission n'est pas seulement une satire politique. Il y a des aspects de science-fiction, de fantastique, d'aventure et des hommages aux films de James Bond et d'Indiana Jones,,.
La relative brièveté de Red Ketchup, étant donné son origine sous forme de feuilletons dans Titanic et Croc, a nécessité une expansion de la série pour s'adapter à une commande de 20 épisodes. Pour ce faire, les "B-stories" se concentrent davantage sur la vie des riches personnages secondaires. Cela inclut la sœur de Red Ketchup, Sally, et les ennemis auxquels Red fait face tels que le Dr K et Olga Dynamo, alors que la série soude les trois premiers albums de bandes dessinées en un arc dramatique de 20 épisodes,,.
La série animée réalisée par Martin Villeneuve est l’émission la plus regardée de Télétoon la nuit, la diffusion des 10 premiers épisodes ayant même surclassé Les Simpson au Québec. La chaîne a enregistré une croissance de 23 % en 2023 grâce à la mise en ondes de cette série mettant en vedette le célèbre agent du FBI. Les épisodes 11 à 20 sont diffusés depuis le 5 octobre 2023. De plus, Red Ketchup figure dans le “Top 10” de Bubbleblabber des meilleures séries animées pour adultes de l’année 2023 au niveau international,.

### Épisodes de la saison 1
· Épisode 1 : Du Ketchup sur la neige – Red Ketchup, agent du FBI, est envoyé en Antarctique pour une mission bidon, mais il découvre un réel complot soviétique impliquant son ennemi juré, le Dr Otto K.,
· Épisode 2 : Guerre froide – Alors qu’il poursuit son enquête en Antarctique, Red Ketchup fait équipe avec une scientifique soviétique… qui s’avère être nulle autre qu’Olga Dynamo,.
· Épisode 3 : À la recherche du Dr K – Red Ketchup se retrouve à Moscou, où son ennemi juré, le Dr K, lui fait subir une expérience de contrôle du corps et de l’esprit,.
· Épisode 4 : Red voit rouge – Après s’être échappé du programme Kamarade Ultra, Red Ketchup se retrouve en plein cœur du régime communiste à Moscou,.
· Épisode 5 : Mort ou rouge – Lorsque Red Ketchup est envoyé par le FBI à New York pour faire enquête sur une convention de bandes dessinées, il tombe sur des clones de lui-même créés par le Dr K,.
· Épisode 6 : Red et son rat – En poursuivant son sosie dans le métro de New York, Red Ketchup découvre que le Dr K fomente une attaque terroriste grâce à une armée de clones,.
· Épisode 7 : Apocalypse Red – Lorsque les agents Ketchup et Plywood se rendent au Vietnam afin de retracer la couturière qui fabrique les costumes des clones du Dr K, ils doivent subir un tournois de roulette russe, en plus de stopper un complot visant à assassiner le premier ministre du Canada,.
· Épisode 8 : Toronto dans le rouge – Toronto ne sait pas ce qui l’attend lorsque Red Ketchup débarque en ville à la recherche d’un clone déterminé à faire exploser la tour du CN,.
· Épisode 9 : La fumée rouge – Red Ketchup se rend au Vatican, où l’un de ses clones vient d’être élu pape,.
· Épisode 10 : Ketchup cubain – Red Ketchup se rend à Cuba pour affronter le Dr K et mettre fin à son complot diabolique de clonage,.
· Épisode 11 : Templier rouge – Red Ketchup est recruté par l’Ordre des Templiers pour retrouver les Sept Coupes de l’Apocalypse, une quête qui débute en Amazonie,.
· Épisode 12 : La face rouge de la Lune – Les agents Ketchup et Plywood se rendent sur la face cachée de la Lune avec Olga Dynamo pour retracer la 2e Coupe de l’Apocalypse,.
· Épisode 13 : Ketchup se déchaîne – Red Ketchup et Peter Plywood retournent au Vietnam, où ils se retrouvent dans un camp de prisonniers de guerre et sont forcés de fabriquer de la drogue pour des Soviétiques corrompus,.
· Épisode 14 : À la poursuite du Titanic rouge – Red Ketchup plonge vers l’épave du Titanic pour récupérer l’une des Coupes de l’Apocalypse, mais il doit faire face à un Templier excentrique, combattre un sous-marin russe et se faire avaler par une baleine,.
· Épisode 15 : Le Gardien du Ketchup – Red Ketchup retourne à Toronto pour mettre la main sur la 5e Coupe de l’Apocalypse, et découvre l’existence d’une entité surnaturelle chargée de protéger les Coupes,.
· Épisode 16 : Red et le Pop Art – Alors qu’il tente de voler la 6e Coupe de l’Apocalypse lors d’un événement artistique orchestré par Mandy Norwal, Red Ketchup tombe sur une bande de “taupes” clandestines,.
· Épisode 17 : Wenceslas le Rouge – Au 13e siècle, Red Ketchup sollicite l’aide du chevalier Wenceslas le Rouge pour contrecarrer un plan de domination du monde médiéval fomenté par l’ancêtre du Dr K, Septimus Maximus,.
· Épisode 18 : Le Triangle rouge – Alors que Red Ketchup est sur le point de réunir les Sept Coupes, il se retrouve piégé dans le Triangle des Bermudes,.
· Épisode 19 : Chasseur de Ketchup – Lorsque Sally Ketchup s’empare des Sept Coupes de l’Apocalypse, son frère Red doit faire équipe avec une vieille connaissance pour les récupérer,.
· Épisode 20 : Ketchup en feu – Red Ketchup se retourne contre les Templiers et met enfin un terme à l’affaire des Sept Coupes de l’Apocalypse,.

## Autres projets
En prélude au Festival de la bande dessinée de Québec, Parenthèse 9, un organisme artistique d’art performatif qui s’inspire de la BD, a organisé un spectacle multidisciplinaire en hommage à Red Ketchup. L’événement fut présenté en mars 2015 au Cercle à Québec,.
Les auteurs Réal Godbout et Pierre Fournier font l’objet d’un bref caméo dans le film Paul à Québec, avec une planche et la couverture de la 13e aventure (fictive) de Red Ketchup intitulée Red Ketchup contre Frankenstein.